# Uzina Mecanică Filiași
Uzina Mecanică Filiași este o fabrică de armament din România.
În anul 2003, Ministerul Economiei și Comerțului (MEC) a încercat prima dată să privatizeze societatea, dar oferta a fost revocată în 2005.
În iulie 2006 s-a realizat privatizarea fabricii, cumpărătorul fiind Retrom Pașcani, care a achitat suma de 80.000 de euro.
Retrom și-a asumat și obligația de a face o serie de investiții în valoare totală de 1 milion de euro, și investiții de mediu în valoare de 155.000 euro.
După privatizare, Uzina Mecanică Filiași nu a încheiat nici un contract de furnizare de armament cu Ministerul Apărării Naționale (MApN).
În iunie 2009, societatea se afla în pragul insolvenței, având datorii de 840.000 de euro către stat și alte restanțe către creditori privați.
Tot în iunie 2009, societatea și-a mutat sediul social în București.
În septembrie 2010, MEC, reprezentat prin OPSPI a reziliat contractul de privatizare al societății.